# Спомен-црква Светог Ђорђа у Ћелијама
Спомен-црква Светог Ђорђа у Ћелијама, општина Лајковац, саграђена је 1923—1924. као костурница српских и аустроугарских ратника изгинулих у Колубарској бици 1914, сазидана на зидовима старе средњовековне цркве.
29. јула 2006. године, на дан освећења обновљеног храма, и новоподигнутог конака, васпостављен је манастир Светог великомученика Георгија, као први и једини манастир у Колубарско-посавском намесништву Епархије шумадијске, а као метох манастира Светог Луке из Бошњана код Варварина.

## Историја
На основу остатака архитектуре, положаја у простору и избора места у скривеној долини, може се закључити да је током 14. века или почетком 15. века на овом месту подигнут је мањи манастирски комплекс састављен од једнобродне цркве и неколико зграда. Средњовековна црква је била изграђена од притесаног кречњачког камена и квадратних тесаника сиге који су зидани у релативно правилним редовима. У унутрашњости су сачуване мање зоне живописа. На околном простору налазе се остаци манастирског комплекса који су само делимично испитани. Комплекс је подигао властелин који је након смрти и сахрањен у манастирској цркви, његов гроб је девастиран током градње костурнице. Нешто касније, вероватно крајем 15. века у наосу је сахрањен још један старији мушкарац, чији је гроб био намерно сакривен испод пода цркве. Верује се да је Гргур Бранковић (Гргур Слепи), син деспота Ђурђа Бранковића. Међутим, поуздани историјски подаци говоре да је Гргур последњу годину свога земаљског живота провео у Хиландару, где се замонашио и упокојио 1459. године.
Средњовековна црква је била изграђена од притесаног кречњачког камена и квадратних тесаника сиге који су узиђивани у релативно правилним редовима. Сига је углавном употребљавана за израду пиластра у наосу, углова цркве и у много мањој мери зидова. На основу пропорција цркве, као и димензија и распореда пиластара, може се са великом вероватноћом претпоставити да је црква у средњем веку имала кубе над наосом. Остаци старог живописа сачувани су само у нижим зонама. Слично фреско сликарство откривено је у цркви села Дића, подигнутој у првој трећини 14. века. У много мањој мери фреске су сачуване и на спољашњем лицу зида. Приликом сондирања порте цркве источно и јужно од храма откривени су темељи грађевина од камена у кречном малтеру који представљају остатке манастирских конака из времена заснивања манастира. Источно од олтара откривени су остаци темеља зграда које су северном страном биле наслоњене на падине брега. Вероватно су подигнуте током 17. или 18. века.
Градња спомен-цркве „где ће бити смештене кости наших јунака који су погинули бранећи своја огњишта” у Првом светском рату, почела је 1924. године да би већ 1925. године служена Литургија. У њену костурницу смештену су кости од три до пет хиљада пострадалих ратника, донетих искључиво са Врачег брда. Према речима мештана села Ћелија, када је године подигнута црква у Лазаревцу, кости из ћелијске спомен-цркве однете су у њу. Тада је простор старе цркве очишћен до нивоа пода новоподигнуте цркве. Ниво свих старих зидова цркве сведени су на најнижи сачувани ниво од један и по метар у односу на стари под цркве. Светогеоргијевски манастир у Ћелијама васпоставио је 2006. године Епископ шумадијски Јован. Нова манастирска црква освећена је 29. јула исте године.

## Колубарска битка
Колубарска битка се одиграла новембра и децембра 1914. године између српске војске и доста јаче, опремљеније и бројније аустроугарске војске. Најжешће борбе водене су баш на брдима у Ћелијама-Човци и Враче-брду.

## Изглед Спомен-цркве
Спомен-црква Светог Ђорђа налази се око 500м од Врапчег брда, на надморској висини од 139 м. Црква је саграђена као костурница за око 7.000 палих српских и аустроугарских бораца. Кости су похрањене у крипти испред западног улаза и у наосу.
Црква је једнобродна грађевина, спољних габарита 6,30 x 10,20м, апсида је полукружног облика, полупречника 1,85м. Унутрашњост је подељена са два пара јаких пиластра на три травеја.